# Museo di Orsanmichele

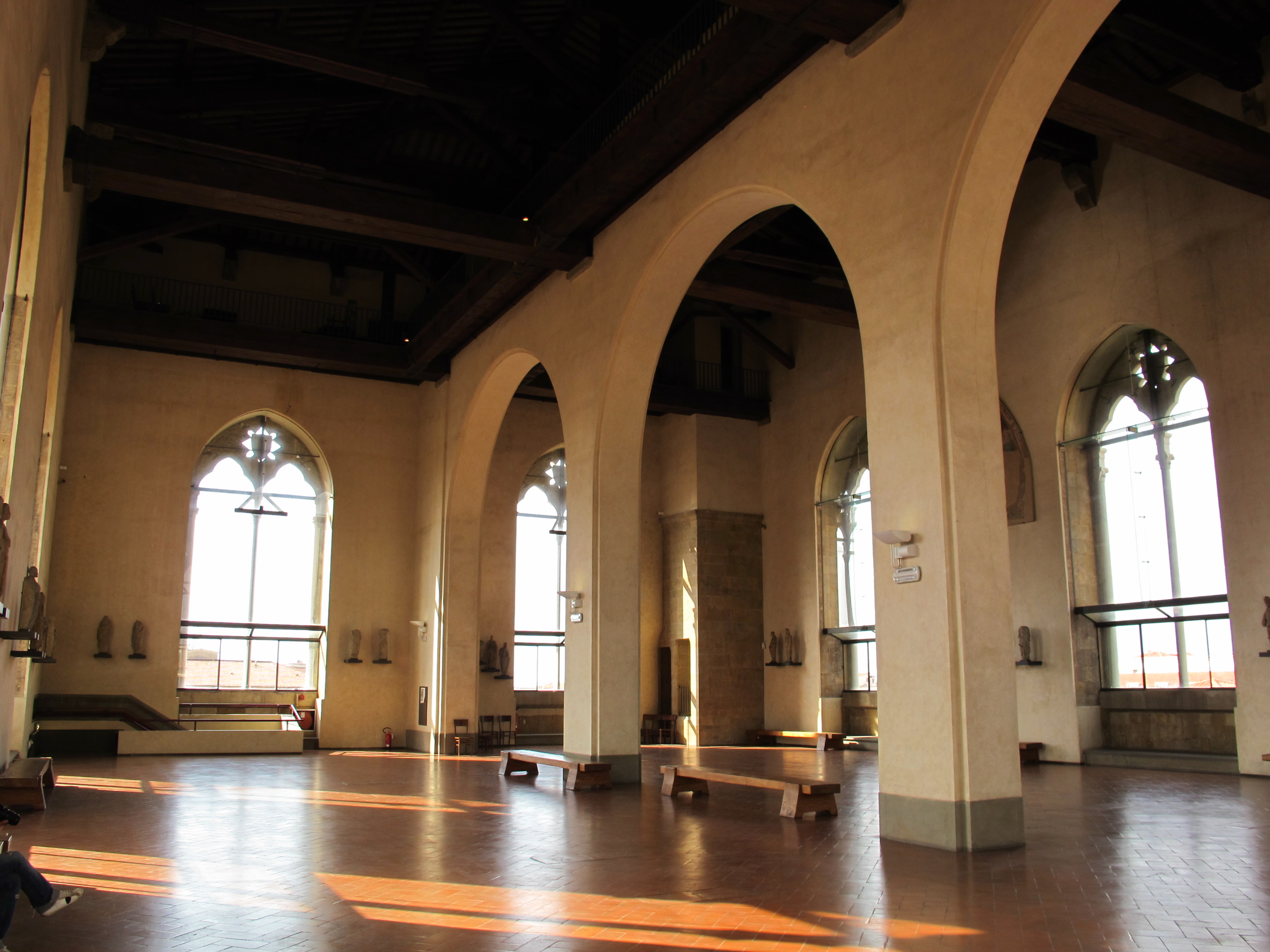
La sala del secondo piano

Il Museo di Orsanmichele si trova al primo e secondo piano della loggia di Orsanmichele a Firenze. Vi si accede dalla chiesa stessa, mentre l'uscita avviene tramite il pontile che collega Orsanmichele al palazzo dell'Arte della Lana, dove si trova la scalinata che porta su via dell'Arte della Lana.

## Storia
La chiesa di Orsanmichele e i suoi tabernacoli con le statue delle corporazioni fiorentine furono oggetto di un completo restauro a partire dal 1984, con un importante contributo nel 1986 in occasione dell'anno di Firenze capitale della cultura europea. Già all'epoca parve evidente che la ricollocazione all'esterno avrebbe presto vanificato i risultati dei restauri, per cui si iniziò a maturare l'idea di un museo al chiuso.
Fu aperto nel 1996, con l'esposizione delle statue originali presenti nelle nicchie (sostituite da copie, grazie anche a un generoso lascito di una cittadina americana), undici su quattordici, mentre al secondo piano, raggiungibile con una scala in legno appositamente costruita (Guido Morozzi, 1967), si trovano esposte le quaranta piccole sculture che decoravano le colonnine delle trifore esterne, seppur ormai già molto danneggiate dagli agenti atmosferici e quasi illeggibili.
Nel frattempo il museo e la chiesa sono entrati sotto la gestione diretta della Soprintendenza per il Polo museale fiorentino. Il museo è fruibile tutti i lunedì, grazie anche alla presenza dei volontari dell'Associazione "Amici dei Musei Fiorentini". Direttore del museo dal 2005 è l'architetto Antonio Godoli.

## Opere
Il museo espone 11 delle 14 statue delle nicchie esterne della chiesa, con capolavori dei più grandi maestri fiorentini del Quattrocento. Sono escluse il San Matteo di Ghiberti, il cui originale è tuttora nella nicchia, e il San Giorgio di Donatello, che si trova al Museo del Bargello dal 1891.
Le statue si trovano su pedane che corrispondono alle posizioni nei rispettivi tabernacoli. Il progetto originario prevedeva la costruzione di pannelli attorno alle statue che simulassero le nicchie, ma poi si è preferito lasciarle senza cornice per permettere di apprezzarle a tutto tondo. Solo l'Incredulità di San Tommaso, essendo l'unica cava e senza retro, è stata circondata dai pannelli.
In alcuni degli originali in marmo si possono vedere bene le macchie dovute all'annerimento delle statue con sostanze oleose realizzato nell'Ottocento, quando si reputava disarmonico l'accostamento fra marmo e bronzo, ricercando un'uniformità.
| Img | Autore                            | Statua                     | Materiale | Anno       | Altezza (cm) | Arte                        |
| --- | --------------------------------- | -------------------------- | --------- | ---------- | ------------ | --------------------------- |
|     | Andrea del Verrocchio             | Incredulità di san Tommaso | bronzo    | 1467-1483  | 241 e 203    | Tribunale della Mercanzia   |
|     | Lorenzo Ghiberti                  | San Giovanni Battista      | bronzo    | 1412-1416  | 268          | Calimala                    |
|     | Baccio da Montelupo               | San Giovanni Evangelista   | bronzo    | 1515       | 266          | Seta                        |
|     | Piero di Giovanni Tedesco (attr.) | Madonna della Rosa         | marmo     | 1399 circa | 220          | Medici e Speziali           |
|     | Niccolò di Pietro Lamberti (?)    | San Jacopo                 | marmo     | 1410-1422  | 213          | Pellicciai                  |
|     | Donatello                         | San Marco                  | marmo     | 1411-1413  | 248          | Linaioli e Rigattieri       |
|     | Nanni di Banco                    | Sant'Eligio                | marmo     | 1417-1421  | 240          | Fabbri                      |
|     | Lorenzo Ghiberti                  | Santo Stefano              | bronzo    | 1427-1428  | 260          | Lana                        |
|     | Nanni di Banco                    | Quattro Santi Coronati     | marmo     | 1409-1417  | 203          | Maestri di Pietra e Legname |
|     | Nanni di Banco                    | San Filippo                | marmo     | 1410-1412  | 250          | Calzaiuoli                  |
|     | Filippo Brunelleschi? e Donatello | San Pietro                 | marmo     | 1408-1413  | 243          | Beccai                      |
|     | Giambologna                       | San Luca                   | bronzo    | 1597-1602  | 273          | Giudici e Notai             |

Al secondo piano si trovano quaranta statue in pietra bigia o pietraforte, alte circa un metro, provenienti dalle sommità delle colonne di sostegno delle trifore all'esterno, componenti una serie di Santi e profeti. Esse sono molto danneggiate dagli eventi atmosferici, molte ormai illeggibili, e facevano pendant con le statue sulle colonnine interne, tuttora in loco e in ottimo stato di conservazione, spesso con tracce del colore originario. Le statue vennero staccate tra il 1950 e il 1960 e restaurate dall'Opificio delle Pietre Dure, che le tenne in deposito fino all'allestimento del museo. Di queste statue, alcune erano state rimosse nel 1876: quattro si trovano al Bargello e altre nel Museo di San Marco.
Le dodici panche a questo piano sono state ricavate dalle travi originali del solaio rimosse negli anni sessanta del Novecento.